# ナパ・キャットワンチャイ
ナパ・キャットワンチャイ（Napa Kiatwanchai、1967年7月27日 - ）は、タイ王国の元プロボクサー。ナコーンラーチャシーマー県出身。元WBC世界ミニマム級王者。

## 来歴
1986年8月7日、プロデビュー。
1987年1月26日、5戦目でWBCインターナショナルミニマム級初代王座決定戦出場。ニコ・トーマス（インドネシア）を12回判定に降し、王座獲得。翌1988年4月16日、初防衛に成功し、5月に王座返上。
1988年6月5日、7戦目で世界初挑戦。大阪でWBC世界ミニマム級王者井岡弘樹に挑み、12回判定で引き分け。なお、この試合では最終回終了のゴングが30秒早く鳴らされたことが物議を醸した。
1988年11月13日、井岡に再挑戦。フルラウンドを戦い抜き、判定勝ち。9戦目で世界王者に輝いた。その後、井岡とは1989年6月10日の2度目の防衛戦でも対戦し、11回TKO勝ち。
1989年11月12日、2度目の防衛戦。敵地で元IBF世界ライトフライ級王者崔漸煥（韓国）と対戦し、最終・12回TKO負け。王座から陥落。
1990年6月8日、後楽園ホールで通算3度目の世界挑戦。2月に崔を破ってWBC世界ミニマム級王座を獲得した大橋秀行に挑むが、ダウンを奪われた末の12回判定負け。世界王座返り咲きならず。
1992年9月14日、2階級制覇を目指し、WBC世界ライトフライ級王者ウンベルト・ゴンザレス（メキシコ）に挑戦するが、2回TKOで敗れる。その後、11月20日に日本で再起戦を行ったが、ここでも2回TKO負け。以降、4年間リングから遠ざかる。
1996年10月24日、4年ぶりの復帰戦を行い、8回判定勝ちを収めたものの、以降は2000年までの間に日本で4試合を行い全敗この4試合を最後に引退した。